# Військово-морські сили Болівії

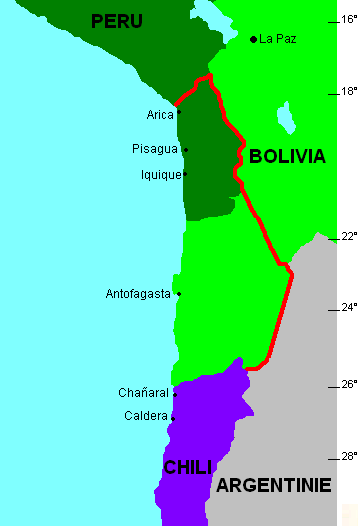
Території Болівії та Перу,
втрачені після Тихоокеанської війни 1879–1884

Військово-морські сили Болівії (ісп. Armada Boliviana)  — один з видів збройних сил Багатонаціональної Держави Болівія. Мають у своєму складі військово-морський флот, морську піхоту, морську авіацію, частини та підрозділи спеціального призначення.
Засновані 19 листопада 1826 року й існують досі, незважаючи на втрату Болівією виходу до моря ще 1879 року.
Нині основним завданням Військово-морських сил Болівії є патрулювання приток Амазонки з метою запобігти контрабанді та торгівлі наркотичними речовинами, а також забезпечення військової присутності на мультикордонному високогірному озері Тітікака.
Окрім того, Військово-морські сили Болівії беруть участь у великій кількості парадів та представницьких заходів. Головним серед них є святкування «Дня Моря» (ісп. «Dia Del Mar»). Цього дня Болівія щороку висловлює претензії на берегову лінію Тихого океану, котру анексувала Чилі в ході Тихоокеанської війни (1879–1884 роки). Ці територіальні претензії є важливим пунктом політичних заяв усіх болівійських урядів і суттєво впливають на міжнародні відносини та торгівлю.

## Історія
До втрати морського узбережжя Болівія мала невеликі військово-морські сили, до складу яких входили катер берегової охорони «Генерал Сукре» (ісп. «General Sucre»), канонерський човен «Ель Морро» (ісп. «El Morro») та бригантина «Марія Луїза» (ісп. «María Luisa»). Болівійський флот не відіграв жодної ролі у Тихоокеанській війні 1879—1884, і після поразки Болівії та втрати виходу до моря припинив існування.
Деякі малі річкові судна продовжували використовуватися армією на внутрішніх водних шляхах, і судно «Тауаману» (ісп. «Tahuamanu»), що було побудовано у Німеччині, використовувалося болівійськими силами під час війни за Акрі 1899—1903.
Хоча Болівія втратила своє морське узбережжя у війні з Чилі, повернення виходу до моря стало наріжним каменем зовнішньої політики Болівії. Щоб підкреслити це, Річкові та озерні сили (ісп. Fuerza Fluvial y Lacustre) були створені в 1963 році, під адміністративною юрисдикцією Міністерства оборони та оперативного контролю Головного командування Збройних Сил, для патрулювання внутрішніх водних шляхів та озера Тітікака. Пізніше того ж року було також створено Головне управління капітанів портів (ісп. Dirección General de Capitanías de Puerto) під юрисдикцією Річкових та озерних сил.
У 1966 році назву було змінено на Військово-морські сили Болівії (ісп. Fuerza Naval Boliviana), персонал був відправлений в Аргентину на навчання.
На початку 1970-х років Військово-морські сили Болівії налічували приблизно 1500 осіб, експлуатуючи понад десяток малих суден на озері Тітікака та річках Бені, Мадре-ді-Діос, Маморе і верхній Парагвай, виконуючи важливі гідрографічні та гідрологічні заходи на додаток до основних патрульних та транспортних функцій.
У 1982 році болівійські Військово морські сили було перейменовано у Військово-морський флот Болівії (ісп. Armada Boliviana). На той час океанський вантажний корабель «Лібертадор Болівар» (ісп. «Libertador Bolívar») був отриманий у подарунок від Венесуели і використовувався в торгових цілях з військово-морським екіпажем, який діяв або з Росаріо в Аргентині, або з Нуева-Пальміра в Уругваї, де Болівія користується митними зонами у домовленості з відповідними урядами. У складі флоту було вже близько трьох десятків малих патрульних кораблів, більшість з яких потрапляли в діапазон водотоннажності 50 або 100 тонн, крім двох шпитальних кораблів, зайнятих на військово-громадянських операціях на озері Тітікака та річці Маморе.
Чисельність персоналу зросла приблизно до 4000 осіб і включала 600 осіб батальйону морської піхоти «Альміранте Грау» (ісп. Batallón de Infantería de Marina «Almirante Grau»), що базувався в Сан-Педро-де-Тікіна на озері Тітікака.
Хоча військово-морський персонал продовжує отримувати частину своєї підготовки в Аргентині, нині існують як Військово-морська школа, так і Колегіум військово-морського персоналу, обидва розташовані в Тікіні та створені за сприяння аргентинської морської місії.
Є чотири морські райони, що охоплюють озеро Тітікака, річкову систему Бені / Мадре-де-Діос, річку Марамор та Верхній Парагвай. Основна морська установка знаходиться в Тікіні, де є ремонтні роботи для невеликих суден флотилії озера Тітікака. Також є морські станції в Пуерто-Буш, Пуерто-Хоркілья, Пуерто-Суарес, Пуерто-Вільяруель, Ріберальта та Тринідад.
Військово-морський флот Болівії також включає крихітний повітряний елемент, оснащений двома колишніми аргентинськими АТ-6 та одним U.206G.

## Структура
У 1989 році Військово-морський флот Болівії налічував 3800 осіб, з них 2000 — морські піхотинці.

### Флот
Флот територіально організований у п'ять військово-морських округів, зі штабами флотилій у містах Гуакуі, Пуерто-Гуайямерин, Пуерто-Суарес, Риберальта та Сан-Педро-де-Тікіна і базами в містах Пуерто-Буш, Пуерто-Хорквілла, Пуерто-Віллароель, Тринідад та Рурренабак.
Флот складається з кількох десятків суден, більшість котрих — річкові або пристосовані для річкового патрулювання, включаючи 20-метровий «Санта Крус де ла Сьєрра». Окрім того, є один морський корабель — «Ліберадор Болівар» отриманий від Венесуели, де він називався «Барквісімето». Цей корабель базується в порту Розаріо, в Аргентині, на річці Парана.
Ескадра, що базується на озері Тітікака, складається з:
- 29 річкових патрульних катерів з екіпажем три особи
- 7 допоміжних постачальних суден
- 11 річкових транспортів

Окрім того, у 2007 році командування флоту використовує два модифіковані цивільні літаки Сессна: моделі 206G та 402С.

### Морська піхота
Batallón de Infantería de Marina I «Bagué»
Batallón de Infantería de Marina II «Tocopilla»
Batallón de Infantería de Marina III «Mejillones»
Batallón de Infantería de Marina IV «Alianza»
Batallón de Infantería de Marina V «Calama»
Batallón de Infantería de Marina VI «Independencia»
Batallón de Infantería de Marina VII «Columna Porvenir»

### Частини та підрозділи спеціального призначення
Fuerza de Tarea Especial «Diablos Azules»
Centro de Instrucción de Buceo de Altura
Batallón de Comandos Anfibios

## Прапори

Прапор ВМС Болівії
Військово-морський прапор
Гюйс

## Знаки розрізнення

### Офіцери
| Категорії               | Офіцери   | Офіцери       | Офіцери         | Офіцери          | Офіцери            | Офіцери            | Офіцери           | Офіцери             | Офіцери |
| ----------------------- | --------- | ------------- | --------------- | ---------------- | ------------------ | ------------------ | ----------------- | ------------------- | ------- |
| Нарукавний знак         |           |               |                 |                  |                    |                    |                   |                     |         |
| Болівійське звання      | Almirante | Vicealmirante | Contraalmirante | Capitán de Navío | Capitán de Fragata | Capitán de Corbeta | Teniente de Navío | Teniente de Fragata | Alférez |
| Український відповідник |           |               |                 |                  |                    |                    |                   |                     |         |

### Підофіцери та матроси
| Категорії               | Підофіцери         | Підофіцери       | Підофіцери         | Підофіцери         | Підофіцери         | Підофіцери       | Підофіцери       | Підофіцери       | Матроси             | Матроси         |
| ----------------------- | ------------------ | ---------------- | ------------------ | ------------------ | ------------------ | ---------------- | ---------------- | ---------------- | ------------------- | --------------- |
| Нарукавний знак         | [[Файл:\|30px]]    | [[Файл:\|30px]]  |                    |                    |                    |                  |                  | [[Файл:\|30px]]  |                     |                 |
| Болівійське звання      | Suboficial Maestre | Suboficial Mayor | Suboficial Primero | Suboficial Segundo | Suboficial Inicial | Sargento Primero | Sargento Segundo | Sargento Inicial | Marinero de Primera | Cabo Conscripto |
| Український відповідник |                    |                  |                    |                    |                    |                  |                  |                  |                     |                 |